# جون كدار
جون كدار(بالإنجليزية: Ján Kadár)‏، مخرج سينيمائي وكاتب سيناريو من أصول سلوفاكية، من مواليد 1 أبريل 1918 ببودابست (الإمبراطورية النمساوية المجرية) وتوفي في 1 يونيو 1979 في لوس أنجلوس (الولايات المتحدة)، كان يشتغل في تشيكوسلوفاكيا والولايات المتحدة وكندا، أغلب أفلامه أخرجها رفقة المخرج إلمار كلوس (بالإنجليزية: Elmar Klos)‏، حيث فاز معه بجائزة الأوسكار لأفضل فلم أجنبي عام 1965م، عن فلم المتجر الكائن بالشارع الرئيسي (بالإنجليزية: The Shop on Main Street)‏.

## روابط خارجية
- جون كدار على موقع IMDb (الإنجليزية)
- جون كدار على موقع الموسوعة البريطانية (الإنجليزية)
- جون كدار على موقع ألو سيني (الفرنسية)
- جون كدار على موقع أول موفي (الإنجليزية)
- جون كدار على موقع قاعدة بيانات الأفلام السويدية (السويدية)
- جون كدار على موقع قاعدة بيانات الفيلم (الإنجليزية)
- جون كدار على موقع كينوبويسك (الروسية)